# Where the North Begins
Pour plus de détails, voir Fiche technique et Distribution.
Where the North Begins est un film américain réalisé par Chester M. Franklin, sorti en 1923.

## Fiche technique
- Titre : Where the North Begins
- Réalisation : Chester M. Franklin
- Scénario : Millard Webb, Chester M. Franklin, Fred Myton[1]
- Production : Harry Rapf
- Société de production : Warner Bros. Pictures
- Montage : Lewis Milestone
- Pays d'origine : États-Unis
- Format : Noir et blanc - 1,33:1 - Film muet
- Genre : Aventure, action et drame
- Durée : 60 minutes
- Date de sortie : 1er juillet 1923 (USA)

 Sauf indication contraire, les informations mentionnées dans cette section peuvent être confirmées par la base de données cinématographiques IMDb,  présente dans la section « Liens externes ».

## Distribution
- Claire Adams : Felice McTavish
- Walter McGrail : Gabriel Dupré
- Pat Hartigan : Shad Galloway
- Myrtle Owen : Marie
- Rin Tin Tin : le chien